# Сухие листопадные леса Центрального Декана
Сухие листопадные леса Центрального Декана — экорегион сухих тропических широколиственных лесов, произрастающих в центральной части плоскогорья Декан на территории Индии, имеющей очень высокую плотность населения. Сохранилось около 20 % лесов региона, которые сконцентрированы в нескольких крупных (до 5 тыс. кв. км) блоках. Сухие тропические леса Декана не выделяются ни особым биоразнообразием, ни количеством эндемиков, тем не менее они важны как местообитание нескольких видов крупных позвоночных.

## Расположение
Экорегион находится на территории индийских штатов Мадхья-Прадеш, Махараштра, Карнатака и Андхра-Прадеш. Включает в себя западную часть горного хребта Сатпура. Регион пересекает река Годавари, берущая своё начало в горах Западные Гаты.

## Растительность
Структура сухих лесов Декана характеризуется пологом леса высотой 15—25 м, и подлеском высотой 10—15 м. Спелые леса характеризуются обилием лиан и разреженностью подлеска. Основными лесообразующими породами являются тик (Tectona grandis) и сал (Shorea robusta), а также Hardwickia binata. В северных районах преобладают Tectona grandis, Boswellia serrata, Lannea coromandelica, Anogeissus latifolia, Albizia lebbek, Lagerstroemia parvifolia, Diospyros tomentosa и Acacia catechu, для юга характерны Pterocarpus santalinus, Pterocarpus marsupium, Chyloroxylon swietenia, Terminalia chebula, Terminalia tomentosa, Albizia lebbek и Dalbergia latifolia.

## Фауна

### Млекопитающие

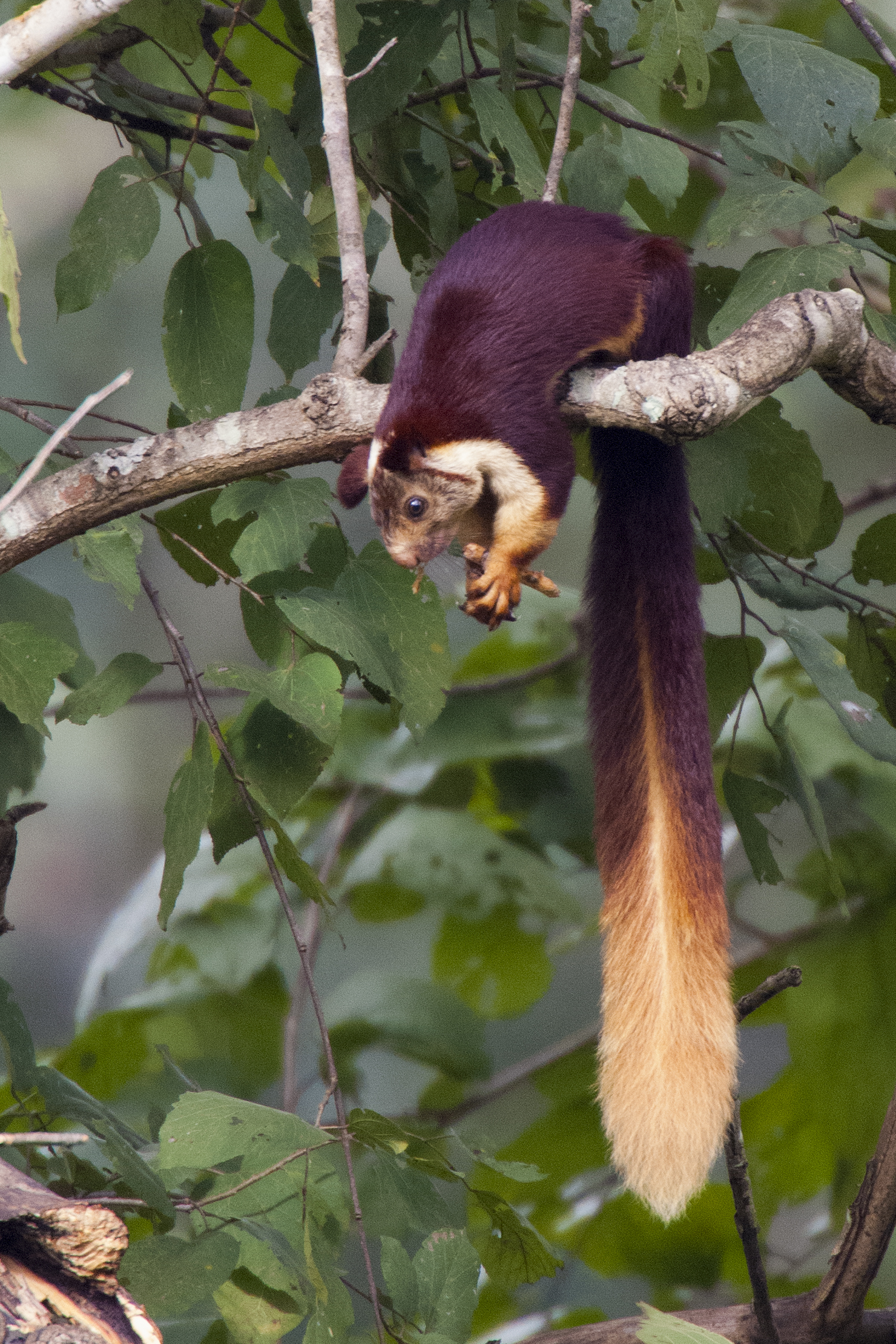
Индийская гигантская белка в тигровом заповеднике Бхадра

Несмотря на относительно низкие эндемизм и биоразнообразие региона, его обширные лесные массивы позволили сохраниться значительным популяциям крупных млекопитающих, численность которых в их ареалах угрожающе падает из-за сокращения мест обитания и охоты, в их числе тигр, азиатский буйвол, красный волк, губач, четырёхрогая антилопа, гаур, винторогая антилопа, газель Gazella bennettii. Из числа мелких млекопитающих, находящихся под угрозой, здесь распространена индийская гигантская белка. Всего в регионе обнаружено 82 вида млекопитающих, ни один из которых не является эндемиком.

### Птицы
Лесная фауна птиц здесь более разнообразна, насчитывает почти 300 видов, один из которых, бегунок Джердона (Rhinoptilus bitorquatus), считался вымершим в 1900 году, но был вновь открыт в 1986 году. Большая часть небольшого ареала единственной известной популяции этого вида находится в этих тропических лесах.